# LMR
Filip Jašić, poznatiji pod umetničkim imenom kao LMR - Ludi Matori Reper [Dillinger, Kenzo Musashi] (Beograd, 13. avgust, 1987), srpski je rep izvođač.

## Biografija

### Život i interesovanja
Filip Jašić je rođen u Beogradu. Odrastao je na Novom Beogradu, u 62. bloku, gde i danas živi i stvara. U kontakt sa Hip-Hop kulturom dolazi još u 5. razredu osnovne škole, kada počinje aktivno da sluša rep, vozi rolere i skejt, te crta grafite. To je ujedno i period kada svoje prve rime baca na papir, čime planira da se bavi do kraja života.
Volonterski se bavi humanitarnim radom dugi niz godina. Aktivno organizuje aktivnosti prikupljanja sredstava namenjenim osobama sa smetnjama u razvoju i invaliditetom, odnosno osobama koje žive na margini društva, kao i napuštenim životinjama [zaradu od nastupa preusmerava na azile za životinje širom Srbije]. Uključen je i u direktan sportsko-edukativni rad sa decom i mladima, kao facilitator u dečjim kampovima. Gaji veliku strast prema kulinarstvu i neretko ističe da bi se time profesionalno bavio da nije krenuo putem menadžmenta. Svoju umetničku stranu ispoljava i na polju grafičkog dizajna, koji je uklopio sa ljubavlju prema muzici, stripu, filmu i knjigama - odnosno omiljenim likovima i motivima, te je tako nastala i njegova kolekcija garderobe, pod nazivom LMR Wear. Neizostavni modni artikl ove prodajne kolekcije, i ujedno velika ljubav ovog artista, su upravo naočare za sunce - koje su postale lični pečat LMR identiteta.

### Uticaji
Najveći uticaj na lični i kreativni razvoj LMRa, kako u detinjstvu tako i danas, ima upravo život u blokovima - što neretko i ponosno ističe u svojim tekstovima. Iskustva sa betona, koje ovaj ulični narator sublimira i pretače u rime, nižu se decenijama. Neizostavan segment života u bloku se svakako odnosi i na mračnije izazove koje isti nudi, a kojima reper odoleva upravo zbog muzike kojoj pribegava čitavog života.
Kosmos, duhovnost, pitanje vremena, ljudskih odnosa, pravih vrednosti, realizam, postojanje drugih oblika života u multiverzumu su teme repera kojima se, pored ostalog, bavi u svojim delima.
Neiscrpan izvor inspiracije za svoje pesme pronalazi i u ljubavi prema Orijentu, odnosno svemu onome što predstavljaju Japan i Kina kroz svoju filozofiju, kodekse, kulturu i religiju. Vodi se njihovim putem koji uključuje sklad uma, duha i tela, predanost, ljubav prema prirodi, disciplinu, organizovanost, jednostavnost i skromnost - nasuprot materijalnom bogatstvu. U toj sferi, poseban uticaj na njega imaju  Šinto, Budizam, Bušido, Zen, Šaolin, Kung Fu, Wing Chun.
Takođe, neizostavni segment LMRovog života koji u velikoj meri utiče na njegovo stvaralaštvo, sačinjavaju upravo različiti vidovi umetnosti, a posebno film i strip. Veliki je fan žanrova poput epske fantastike i naučne fantastike. Takođe je veliki poštovalac likova poput Predatora, Džokera, Fleša, Silver Surfera, Fantoma, SabZira. Pionir je po pitanju repovanja o čuvenim strip junacima Veselog četvrtka - Dilana Doga, Zagora, ali i autorima devete umetnosti, poput Ticijana Sklavija. Ne izostavlja ni velika imena kao što su Isak Asimov, Salvador Dali, Dante Aligijeri, Žil Vern, Nikola Tesla, Brus Li, Ip Men, Luk Beson, i drugi.
Na formiranje muzičkog stila ovog umetnika najviše su uticali američka, francuska i domaća scena. Kombinuje originalne semplove, replike iz filmova, kao i citate omiljenih pisaca, sa raznoraznim bitovima i sliva ih u finalni produkt - svoje pesme. Inostrani umetnici čija je muzika imala direktan uticaj na LMRovo stvaralaštvo su sledeći: Mobb Deep, Wu Tang Clan, Nas, 2Pac, Biggie Smalls, Easy E, Public Enemy, Swollen Members, Redman, Immortal Technique, DMX, Bob Marley, Damian Marley, Collie Buddz, kao i mnogi drugi. Što se tiče domaće scene, u njegovim pesmama se mogu čuti poznate replike glumaca poput Glogovca, Žigona, Đurička, Petra Kralja, ali i pisaca poput Meše Selimovića i drugih umetnika.

## Karijera

### VTO [Verbalno Teroristička Organizacija]
Započinje karijeru kao solo izvođač već sa 15 godina. U Krik studiju kod Rake snima svoje prve pesme, od kojih se posebno izdvajaju Za ortaka [feat. Ghost] - posvećena pokojnom najboljem prijatelju, i Žurka na plafonu [feat. Ghost & Nidža Bleja]. Ubrzo postaje član VTO [Verbalno Teroristička Organizacija] grupe, sa čijim ostalim članovima radi na svom prvom studijskom albumu pod nazivom Nema nazad, koji je ugledao svetlost dana 2007. godine. Sastav VTOa su  u to vreme činili VICE, Šubara, Ghost, Palica, MYo, Jwlz i LMR. Ovaj album je oličenje prvog LMRovog velikog uspeha na domaćoj sceni. Album je naišao na odlične kritike, kao i na veliko odobravanje publike - upravo zbog brutalnog uličnog stila, autentičnog verbalnog pristupa i surovog bunta kojim odiše i danas. Premijera albuma je održana u Velikoj sali SKCa, tokom čuvenog festivala Who is in the House, i ostala je upamćena po tome što su članovi VTO grupe podelili na stotine besplatnih diskova publici. Grupu su podržali i članovi Beogradskog Sindikata, kojima VTO gostuje kao predgrupa na dobro poznatom događaju Rime za Peti parkić 2008. godine. Nakon ovih događaja, VTO nastavlja da nastupa širom Srbije, te da organizuje rep žurke u Maloj sali SKCa, pod nazivom SKC Livingroom. Numere sa ovog albuma koje se posebno izdvajaju su Do poslednjeg daha [za koju je bit radio Coby], i Nema nazad.
Uzajamnu podršku članovi VTO ekipe su razmenjivali sa beogradskim izvođačima, sa kojima su neretko delili stejdž. Tu spadaju: TLV [The Last Voice] - u sastavu Mihilow Mixa, Jera, Krle i Đole; zatim Trti South - u sastavu Rebi, FDK i Benča; onda Dragon i Fenix; kao i JBK [Jedna Blokovska 'Kipa] - u sastavu Jach i Ćofo mladih pripadnika blokovskih redova, kojima je VTO predstavljao uzor;
Krajem 2008. godine LMR napušta VTO.

### Mihilow i Flame
Po napuštanju VTOa, 2009. godine započinje intenzivniju saradnju sa reperom i prijateljem Mihailom [AKA Mihilow/Mixa]. U tom periodu izbacuje prvi video spot u karijeri, za pesmu Ghetto, odrađenu u kolaboraciji sa Mixom i Raffaelom. U isto vreme, učvršćuje svoj odnos i saradnju sa producentom Flejmom [Flame Audio Studio] koji mu je i danas jedan on najbližih saradnika. Tako nastaju LMRove prve studijske solo pesme, pod nazivom Prva pesma kod Flejma i Druga pesma kod Flejma.

### Sensmillia Mixtape i Show Program
Ubrzo potom, preko zajedničkog poznanika iz bloka, upoznaje Rastu. Obostrana neizmerna ljubav i respekt prema rege muzici su bili inspiracija ovim artistima za stvaranje novog talasa u Srbiji, a njihov entuzijazam je bio inicijalna kapisla. Prateći intuiciju, ovaj duo započinje eksperiment mešajući reggae i dancehall sa repom - u vreme kada je na sceni zastupljen isključivo boom bap - što na kraju rezultira albumom pod nazivom Sensemilia Mixtape - koji ostvaruje veliki uspeh. Numere koje se ističu sa ovog mikstejpa su Lako Zapaljiva i Legalizuj. Ovaj album se izdvaja po inovativnom zvuku i predstavlja prkos talasu koji tada počinje da se infiltrira u domaću scenu, a to je turbofolk-rep. Danas je ovaj jamajčanski prizvuk  veoma zastupljen na srpskoj hip hop sceni, no Sensimillia je neosporivo prvi album tog tipa na ovim prostorima. Autori istog su nastupali širom Srbije i delili binu sa poznatim rastamanom Kojotom na nastupu u Lazarevcu iste godine.
Nakon izbacivanja Sensimillie, Rasta, Rebi, FDK, VICE i LMR oformljuju grupu zvanu Show Program. Numere koje su obeležile karijere nekih od ovih umetnika u tom periodu su definitivno Ganja 1 i Ganja 2 [Rasta, Spectre, Shigla, FDK, LMR],  Jurimo te snove [Vuk MOB, Rasta, Mixa, Kaya, LMR], i Kad ohladi se beton [Rasta, Rebi, LMR].

### Solo karijera
Godine 2011. započinje karijeru kao solo izvođač. Ovo je godina kada LMR konkretizuje svoj prepoznatljiv muzički stil, kojim probija u svest ljudi i kog se drži i danas. Dobro poznate numere koje se izdvajaju u ovom periodu su Lepa neznanko i Ne veruj nikome, koje LMRa stavljaju ponovo na vrh trendinga u to vreme.
Već naredne godine, veliki bum na sceni pravi stvar Kad 'ooooćeš, rađena u kolaboraciji sa kolegom i drugom Shokzom sa Banovog brda, koja je dodatno upečatila postojanje ovog repera na domaćoj sceni. Pored ove numere, ističu se pesme Extra i Good Man. Ovaj period je obeležio i nastup LMRa na festivalu Svi kao jedan koji je naišao na odlične kritike.
U periodu između 2012-2016. godine ostvaruje saradnju sa bitmejkerom DJ Silentom. Ovo razdoblje su obeležile numere poput Ratatata, Šta god bajo, Za svaki slučaj, Nastavljam, Tyger Style - na kojima je rime ukrstio sa Mixom. Onda, numere Narcisi plaču i Marija - u saradnji sa Jerom, te Neću da odbijem - rađenu u kolaboraciji sa Shokzom, kao i dve solo numere poznate pod nazivima Motiv i Laganezi. Pored navedenog, karakteristična za ovaj period je i saradnja sa beogradskim izvođačem Ajzijem, osnivačem beogradskog rep pokreta zvanog Hip Hop Mreža i LMRovu stvar zvanu Mreža reči koja se nalazi na zajedničkoj kompilaciji.

#### LMR i Film
Statirao je u francuskom naučnofantastičnom filmu Lockout pored čuvenog Gaj Pirsa, 2012. godine. Film je rađen po priči Luka Besona, a već naredne godine se pojavljuje se u srpskom dugometražnom filmu S/Kidanje, zajedno sa Mixom. Godine 2015. izlazi britanski dokumentarni film Home - dobitnik brojnih internacionalnih nagrada, pod pokroviteljstvom Ujedinjenih nacija (UN). Glavna tematika ovog filma je migrantska kriza koja je započela iste godine, odnosno život njenih aktera - migranata. Za saundtrek filma se koristi LMRova pesma Previše, koja ga je infiltrirala u internacionalnu scenu i pozicionirala pored imena kao što su Coldplay i  Dizzee Rascal. Matricu za ovu stvar je radio Riad Lapron, koji je takođe radio muziku za pesmu Putevi. Prihod dobijen od ovog projekta, reper je donirao Osnovnoj školi za zaštitu vida Dragan Kovačević u svrhu obezbeđivanja specijalizovanog računara namenjenog slepom dečaku, učeniku sedmog razreda.

#### Albumi U hodnicima vremena
Godine 2016. objavljuje 4 kompilacijska albuma pod nazivom U hodnicima vremena: Volume 1, 2, 3, 4, koji sadrže veliki broj do tada neobjavljenih pesama.

### Album Priču da skratim i VICE
Nedugo po objavljivanju albuma U hodnicima vremena, LMRu se ponovo ukrštaju putevi sa starim kolegom Vukom Uljarevićem - VICEom [ex VTO], sa kojim obnavlja druženje i saradnju, te tako dolazi do stvaranja poznatog albuma Priču da skratim čiju produkciju potpisuje Flame Audio Studio a izdaje kuća IDJ - tačno nakon 10 godina od prve saradnje dvojice repera, odnosno zajedničkog projekta VTO. Album broji 7 numera, propraćenih sa dva video spota za pesme Novo jutro novi dan i U šteku masu rima (Feat. BKO). Ubrzo potom izbacuje singlove Tajni nauk, pod pokroviteljstvom iStyle, zatim Lagano sa Mixom i VICEom.
Tokom dosadašnje karijere, LMR je objavio preko 150 pesama i 30 video spotova.

## Diskografija

### Nema nazad [w/ VTO | 2007]
- Nema Nazad
- Podzemna Brigada
- Nepisani Zakonik
- Srce Ulice
- Oseti Beton
- Rija Mu
- Grehovi
- K.O.N.P.
- Zna Se
- Svodnička
- Savršena Varijanta
- ‘Rsli ste
- Leto
- Atentat
- Do Poslednjeg Daha

### Sensimilia Mixtape [2009]
- Intro (w/ Rasta)
- Sasvim Novo (w/ Rasta)
- Nama Dobro Je (w/ Rasta)
- Legalizuj (w/ Rasta, Full Trip, Mihilow)
- Imam To (w/ Rasta)
- Okrivite Mene (w/ Rasta)
- Lako Zapaljiva (w/ Rasta)
- Dok Ja Rolam Blant (w/ Rasta, Mihilow)
- Kučkin Sin (w/ Rasta)
- Imam To (w/ Rasta)
- Panika (w/ Rasta)
- Kako Ste Bre Dobre Bre (w/ Rasta)
- Welcome To Belgrade (w/ Rasta, Fake, Mihilow)
- K’o Niko Drugi (w/ Rasta)

### U hodnicima vremena  [2016]

#### Volume 1
- Star Gate (w/ Kendi, Rasta)
- Horor (w/ Rasta)
- Prva Pesma Kod Flejma
- Druga Pesma Kod Flejma
- Kad Raspalim (w/ TLV)
- Što Si Tako Ozbiljan
- Stretch
- Svako Vaše Mišljenje
- Neka Neka
- 15 Godina
- The Bullet Dodger
- Ti Vidi Me Sad (w/ TLV)
- Kako God (w/ Double D)
- Vratiću Se (w/ Mixa)

#### Volume 2
- PozdVar Iz Bloka (w/ Ghost, Varioc)
- Nikada (w/ Flame - VTO)
- Realnost (w/ Flame, Ćofo - JBK)
- Palica - Uvek Tu (w/ Flame, Raffael, Ćofo - JBK)
- Ko Je Ko (w/ Flame, Ćofo - JBK)
- Ulice Čuju Korake (w/ Flame, Mihilow)
- Radimo To Tako (w/ Flame, Angello)

#### Volume 3
- Gušter  (w/ Rebi, Rasta, Vice, FDK)
- Rockstar (w/ Rasta, Mixa)
- Coki Moju Iguanu (w/ Rasta)
- Moja Riba Dobra (w/ FDK)
- Odakle Si Počela (w/ TLV)

#### Volume 4
- Juri Nas Murija (w/ Rebi, FDK, Spectre, Mihilow)
- Kada Kažem (w/ Mihilow)
- Zatvori Oči  (w/ Mihilow, Rasta)
- Želim Sve (w/ Rebi, FDK, VICE)
- Znam Fazone (w/ Rebi, FDK)
- Transformers (w/ FDK)

### Priču da skratim [w/ VICE | 2017]
- Novo Jutro Novi Dan
- Sve Vreme Sam U Priči
- Dete Bloka
- Kao Sunce
- Nije Nas Ubilo
- U Šteku Masu Rima
- Priču Da Skratim

### Solo pesme i kolaboracije [2005 - danas]
- Lepa Neznanko
- Love Your Enemies
- Opasne Frekvencije
- Ne Veruj Nikome
- La Melodie
- Bajo
- Doviđenja
- Feelin’ Good
- Naopako
- U Hodniku Života
- Tajni Nauk
- Više Nego Ikad
- Š’a Ra’iš
- Good Man
- Extra
- Dr LMR
- Soul Provider
- Sa Druge Strane Praga
- All The Time You Need
- Vortex
- Blokompozicija
- Nije Znala
- 2014
- PUTevi
- Previše
- Inferno
- Motiv
- Iskusno Gazim
- Španjolka
- Laganezi
- BeogradSkoplje (Džale Feat. Dragon, LMR, Flame)
- Nebo Iznad Blokova (Frka Feat. LMR, JBK)
- Gledaju U Nas (Mixa Feat. LMR, Katarina Popović)
- Po Ko Zna Koji Put (Mixa Feat. LMR)
- Remember Me (TLV Feat. LMR)
- Samo Izvoli (Moneyfast Feat. LMR)
- Nastavljam (Mihilow Feat. LMR)
- Neću Da Odbijem (w/ Shokz)
- Marija (w/ Jera)
- Narcisi Plaču (w/ Jera)
- Sve Do Kraja (w/ Jera)
- Šta God Bajo (w/ Mihilow)
- Zar Nisam (w/ Mihilow)
- Tiger Style (w/ Mihilow)
- Ratatata (w/ Mihilow)
- Nastavljam (w/ Mihilow)
- Bit, Bas, Majk i Vokal (Feat. Mihilow)
- Geisha (Feat. Mihilow)
- Ghetto (Feat. Mixa i Rafael)
- Hipnotisan (Feat. Mixa)
- Loš Čovek (Feat. Mixa)
- Kad 'Ooooćeš (Feat. Shokz)